# Convento del Dulce nombre de Jesús
El convento del Dulce Nombre de Jesús' son las ruinas de un antiguo convento franciscano situado en Cebreros, en la provincia de Ávila. Fue fundado por el Bachiller Francisco Albornoz en 1573, siendo el sexto templo religioso de la orden de los Franciscanos Descalzos en constituirse en la por entonces Santa Provincia de San José de Castilla. Permaneció en esta hasta 1594, cuando se puso bajo la invocación de San Pablo Apóstol.

## Contexto geográfico
El convento se encuentra ubicado en una explanada que se sitúa en la zona noroeste de Cebreros. Su emplazamiento corresponde a las afueras del pueblo, al igual que en sus tiempos de fundación. Geográficamente es un alto, la falda del puerto de Arrebatacapas, donde se halla una planicie que es donde se encuentra el convento. Delante de donde se localiza la iglesia del propio convento, se ubica una de sus principales actividades económicas, las viñas, que eran de su posesión.
En la actualidad, se sitúa en el camino que parte de manera radial desde la Iglesia Vieja (actualmente Museo Adolfo Suárez y la Transición). Esta abadía del 'Dulce nombre de Jesús' es el que da nombre al propio camino, denominado Camino del Convento. De manera, hoy en día se encuentra paralelo al convento, el antiguo depósitos de aguas del pueblo.

## Historia

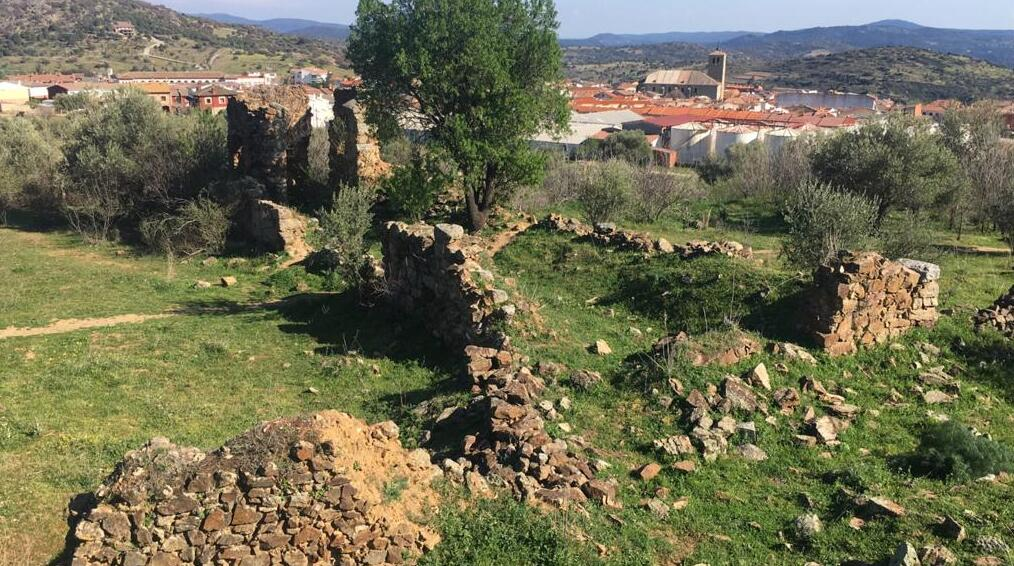
Estructura actual de las ruinas del Convento 'El Dulce nombre de Jesús. De fondo se aprecia Cebreros, con su Iglesia Santiago Apóstol